# بينتو غونسالفيس، ريو غراندي دو سول
بينتو غونسالفيس، ريو غراندي دو سول هي بلدية في البرازيل، تتبع ريو غراندي دو سول، بلغ عدد سكانها 107٬278  نسمة، في 2010، تبلغ مساحتها 274 كيلومتر مربع، رمزها البريدي هو 95700-000.

## الموقع
تشترك في الحدود مع:
- Monte Belo do Sul [الإنجليزية]‏
- بينتو بانديرا.

## مدن توأم
المدن التوأم:
- روفيريتو
- Villa Lagarina [الإنجليزية]‏
- Trambileno [الإنجليزية]‏
- Terragnolo [الإنجليزية]‏
- Nogaredo [الإنجليزية]‏.

## أعلام
- بيسالي جوناس هينريك
- جيسيكا باوليتو
- أندريه جوتو
- إرنستو جيزل